# Jorge Carpizo MacGregor
Jorge Carpizo MacGregor (* 2. April 1944 in Campeche; † 30. März 2012) war ein mexikanischer Jurist, Politiker, Botschafter und Rektor der Universidad Nacional Autónoma de México (UNAM). Er war unter anderem Präsident der nationalen Kommission für Menschenrechte von Mexiko, Procurador General de la República, Secretario de Gobernación.

## Karriere
Carpizo, Sohn von Óscar Carpizo Berrón und Luz María MacGregor, studierte zunächst in Mexiko-Stadt an der UNAM Rechtswissenschaften bis zum Bachelor-Grad, im Anschluss folgte ein weiteres Studium mit Master-Abschluss an der London School of Economics and Political Science und später erhielt er den Doktortitel der UNAM. Im Jahr 1969, Carpizo studierte Deutsch in Deutschland am Goethe-Institut in Murnau. Er bekam dort das Zertifikat Grundkenntnisse der Deutschen Sprache.
Vom 2. Januar 1985 bis zum 2. Januar 1989 war er Rektor der Universität, von 1990 bis 1993 Präsident der nationalen Menschenrechtskommission, von 1993 bis 1994 Procurador General de la República und 1994 war er im Kabinett von Salinas de Gortari Secretario de Gobernación. Unter Präsident Zedillo war er Botschafter in Frankreich.
Er war Forscher der UNAM am dortigen Institut für rechtswissenschaftliche Forschungen (spanisch Instituto de Investigaciones Jurídicas) und Präsident des Instituto Iberoamericano de Derecho Constitucional (deutsch Iberoamerikanisches Institut für Verfassungsrecht).

## Auszeichnungen
- 1982: Sozialwissenschaftspreis der Academia de la Investigación Científica
- „Justo Sierra Méndez“-Medaille der Regierung von Campeche